# Conochares catalina
Conochares catalina là một loài bướm đêm trong họ Noctuidae.